# Brama lodowcowa

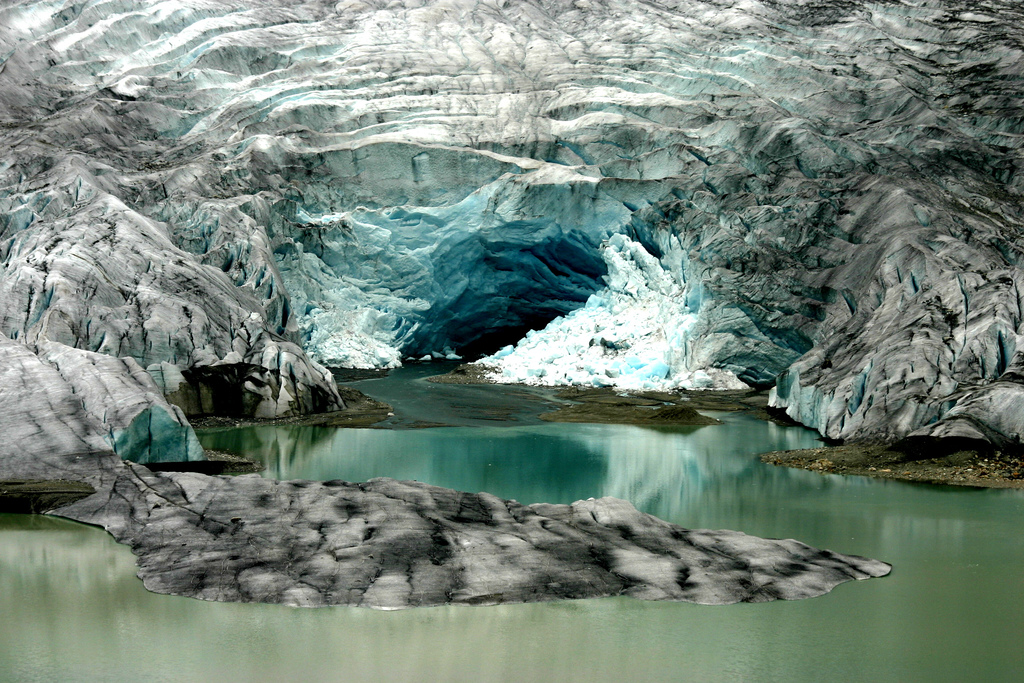
Brama lodowcowa - Lodowiec Trift, Alpy

Brama lodowcowa – wylot tunelu u podstawy czoła lodowca, którym wypływają wody rzeki subglacjalnej.